# Deux mamans pour Noël
Deux mamans pour Noël è un film televisivo francese del 1998, diretto da Paul Ghu.

## Trama
Durante la vigilia di Natale, Eric (Antoine Duléry), vestito da Babbo Natale, entra in casa sua, dove i suoi tre figli Dimitri (Nicolas Scellier), Clarisse (Léa François) e Sophie (Charlotte Boullet) attendono con impazienza insieme alla moglie Véronique (Julie Jézéquel). Piccoli gli offrono un disco che si muove velocemente Dimitri. Dopo poche note, Eric, sconvolto, sbattendo la porta. Il mattino seguente racconta alla sua famiglia che questa canzone gliela cantava sua mamma, che lo ha abbandonato quando aveva appena cinque anni. Dimitri, Clarisse e Sophie convincono il padre ad andare alla ricerca dell'ignoto.